# Pannonia Savia

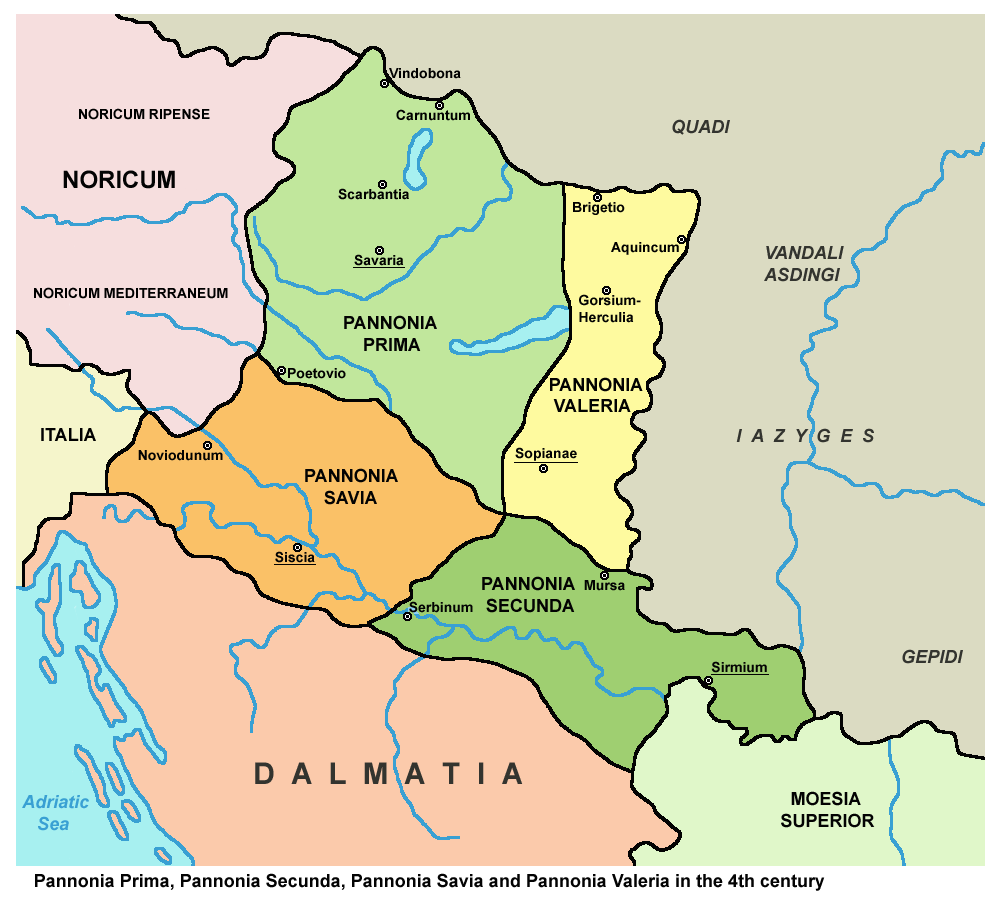
Pannonia Savia

Pannonia Savia of gewoon Savia, ook bekend als Pannonia Ripariensis, was een laat-Romeinse provincie. Het werd gevormd in het jaar 295, tijdens de hervormingen van de Romeinse keizer Diocletianus, en toegewezen aan het burgerlijke bisdom Pannonia, dat in de vierde eeuw werd gehecht aan de Pretoriaanse prefectuur van Illyricum, en later aan de Praetoriaanse prefectuur Italië.
Tijdens de 4e en 5e eeuw werd de provincie verschillende keren overvallen, door migrerende volkeren, waaronder Hunnen en Goten. In 490 werd het onderdeel van het Ostrogotische Rijk.
De hoofdstad van de provincie was Siscia (het huidige Sisak). Pannonia Savia omvatte delen van het huidige Kroatië, Slovenië en Bosnië en Herzegovina.